# Ratkovići (gmina Lopare)
Ratkovići (cyr. Ратковићи) – wieś w Bośni i Hercegowinie, w Republice Serbskiej, w gminie Lopare. W 2013 roku liczyła 5 mieszkańców.